# 東京六大学準硬式野球連盟
東京六大学準硬式野球連盟（とうきょうろくだいがくじゅんこうしきやきゅうれんめい、英語表記:TOKYO BIG6 JUNKO BASEBALL LEAGUE）とは、東京を所在地とした6校の大学の準硬式野球部で構成された大学野球リーグである。全日本大学準硬式野球連盟の傘下となっている。
川口盛外、呉俊宏などプロ野球選手を輩出している。日本のリトルリーグの生みの親として野球殿堂 (日本)入りした林和男はのちにこの連盟に所属する準硬式野球部となる早稲田大学の軟式野球チーム出身であり、正式に部としての活動を始めた際の初代監督でもある。

## 加盟大学
- 早稲田大学競技スポーツセンター準硬式野球部
- 慶應義塾体育会準硬式野球部
- 法政大学体育会準硬式野球部
- 東京大学運動会準硬式野球部
- 立教大学体育会準硬式野球部
- 明治大学体育会準硬式野球部

## 沿革
準硬式野球は軟式野球の一種として発展してきた。中空の軟式野球は小中学生や草野球で行われるスポーツで、大学軟式野球は現在でいう準硬式野球のことを指していた。中空の軟式野球が大学以上でも行われるようになると、当初は中空のボールをL号軟式（1985年の規格変更以降はA号軟式）と呼んでいたが、より区別しやすくするため次第に準硬式という名称が広まり、こちらが正式名称とされるようになっていった。それに従ってこの連盟も軟式野球連盟として始まり、準硬式野球連盟と改称したという経緯がある。
- 1939年（昭和14年）- 東京六大学で軟式野球のリーグ戦が開催されるが、1941年に戦況悪化により中断される。
- 1947年（昭和22年）- リーグ戦再開。東京六大学軟式野球連盟が正式に組織される。
- 1949年（昭和24年）- 東都大学軟式野球連盟、関西六大学軟式野球連盟と共に明石市にて全国大会を開催。それを機に全日本大学軟式野球連盟（初代。現在の全日本大学軟式野球連盟とは異なる）が組織され、当連盟も傘下に入る。
- 1985年（昭和60年）- 軟式野球ボールの規格変更により、準硬式球はこれまでのB号からH号への名称が変更になる。（中空軟式球はL号→A号、A号→B号、C号→C号、D号新設）
- 1992年（平成4年）- 上部組織の全日本大学軟式野球連盟がA号軟式野球を統括する全日本学生軟式野球連盟を合併し、当連盟は全日本大学軟式野球連盟準硬式の部の傘下に入る。
- 1998年（平成10年）- 東京六大学準硬式野球連盟に名称変更する。
- 2000年（平成12年）- 全日本大学軟式野球連盟が軟式の部を切り離し、全日本大学準硬式野球連盟に名称変更する。
- 2020年（令和2年）- 新型コロナウイルス感染拡大を考慮し春季リーグ戦を中止する。

## 対戦方法
当連盟主催のリーグ戦は春と秋の年2回、2勝先取の勝ち点制、総当たりで行われ、各週土曜日からそのカードでどちらかが2勝するまで試合が行われる。ただし、次週のカードへの影響を考慮し、引き分け・悪天候などでの順延などのために水曜日までに決着が着かない場合、以降の試合は翌週以降の平日に組まれる。さらに、持ち越し先の週に行われるカードが当該日程まで決着が着かなかった場合、当初の予定にあった週の試合が優先され、持ち越されていた試合は中止となり再び日程を検討することになる。
たとえば2015年春季リーグ戦では雨天中止が重なり、第1週の第3戦を当該週の水曜日までに消化できなかったため、第4週にあたる4月29日（水曜日）に行った。また、第2週についても第2戦以降が同様に消化できず第2戦を5月5日（火曜日）に行い、5月6日（水曜日）を第3戦用の予備日とした。
各試合の延長戦は2試合予定されている日の第1試合は3時間を超えて新しいイニングに入らない。この規定や日没などの事情による打ち切りがなければ15回まで延長戦を行う。また、7回以降15点差がついた場合には得点差によるコールドゲームが適用される。
早慶戦を起源とする東京六大学野球連盟とは異なりリーグ戦の最終週を早慶戦とすることはなく、球場使用や上位大会との日程重複などの特別な事情のない限り以下の前シーズンの順位に応じた日程に従う。各週2カード（最終週のみ1カード）が組まれる。前者のカードが第1戦を第1試合で戦い、第2戦以降は第2試合、第1試合と繰り返される。
- 第1週　1位－6位、2位－5位
- 第2週　3位－5位、4位－6位
- 第3週　1位－4位、2位－3位
- 第4週　1位－5位、2位－6位
- 第5週　3位－6位、4位－5位
- 第6週　1位－3位、2位－4位
- 第7週　3位－4位、5位－6位
- 第8週　1位－2位

## 順位決定方法
- 同一対戦校に勝ち越した場合に勝ち点1を獲得し、勝ち点が多い方が上位。勝ち点が同じ場合は全体の勝率比較によって順位を決定。
- 勝ち点も勝率も同じ場合は、優劣の決定が必要な場合＝優勝校や上位大会への出場校の決定に限り決定戦（プレイオフ）を行なう。
  - 決定戦の成績は選手個人の成績を含めリーグ戦の成績累計には含めない。

## 背番号・ユニフォーム
各校に共通して、背番号は監督が30、総監督が31、コーチが26～29、主将が10、その他の選手は1～25、32～50と定められている。
背番号・ベンチ入り選手はカードごとに変更可能であり、開幕当初とシーズン後半で背番号が違う選手も見られる。
ユニフォームは各校ともに、概ね硬式野球部と同じデザインがベースとなっている。
また、シーズン毎に写真付きの選手名鑑が発行されている。

## 選手表彰
個人タイトルは最優秀選手賞、最優秀投手賞、最優秀防御率、首位打者賞、最優秀審判賞とベストナイン。それぞれにトロフィーが与えられる。現在の規定打席は試合数×3.1、規定投球回数は試合数×2.5（共に小数点以下切捨て）としている。それ以外でもサイクルヒット、完全試合など顕著な成績を収めた選手には特別賞が与えられる。
また、非公式ではあるが、スポーツ報知紙面上で選手間投票によるゴールデングラブ賞・新人王が表彰される。

## 木村杯新人戦
春季リーグ戦の第8週とその翌週に行われるトーナメント方式の大会。第8週の土日に1回戦が1試合ずつ、翌週土曜日に準決勝2試合、日曜日に決勝が行われる。出場選手は基本的に1・2年生とされ、その2つの学年だけでは出場選手が不足する場合には3・4年生の出場が認められる場合がある。なお、出場予定はなくても指揮を執る存在として主将や次期主将候補者がベンチ入りするチームが多い。

## 開・閉会式
リーグ戦第1週の試合前に開会式を、第8週の翌週に閉会式を行う。開会式では連盟理事長・会長・来賓の挨拶、審判長からの諸注意、優勝旗などの返納と選手宣誓（前シーズン優勝チームの主将が行う）が行われる。閉会式では各杯の授与と連盟理事長・会長・来賓の挨拶、個人表彰が行われ、表彰者の写真撮影は閉会式終了後に行われる。

## 試合会場
大田スタジアム・府中市民球場・立川公園野球場・昭島市民球場など公共の野球場や、加盟する各大学のグラウンドで行われる。使用頻度の高い大学のグラウンドとしては早稲田大学東伏見キャンパス軟式野球場、法政大学多摩キャンパス野球場が挙げられる。明治大学府中第一球場、立教大学富士見総合グラウンド準硬式野球場も近年の使用実績がある。過去には東京大学駒場キャンパス野球場も使用されており、新人戦では明治大学府中第二球場が会場となったこともある。
いずれの会場でも入場料無料で、スタンドは一般開放されるため、誰でも観戦可能である。公共の野球場で試合を行う場合、次の使用者である高校の野球部が早めに到着してスタンドで見学を行うこともある。
また各校応援団も試合によっては駆けつけている。

## 記録
連盟ホームページを参照のこと。優勝回数は連盟創設以降。
| 大学名       | 優勝回数 | 最近の優勝          |
| ------------ | -------- | ------------------- |
| 早稲田大学   | 50回     | 2023年秋季          |
| 法政大学     | 49回     | 2022年春季          |
| 明治大学     | 24回     | 2014年秋季          |
| 立教大学     | 17回     | 2020年秋季          |
| 慶應義塾大学 | 13回     | 2023年春季          |
| 東京大学     | 00回     | なし(最高成績：3位) |